# Ochina
Ochina är ett släkte av skalbaggar som beskrevs av Sturm 1826. Ochina ingår i familjen trägnagare.
Släktet innehåller bara arten Ochina ptinoides.

## Bildgalleri

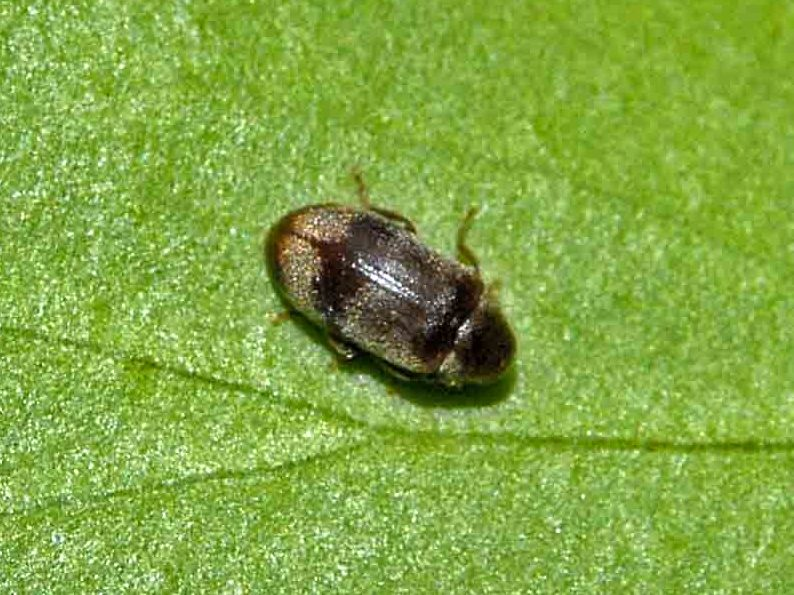